# Juan Flores y Sánchez
Juan Flores y Sánchez (Pedraza de la Sierra, Segovia, 24 de junio de 1744 - Rosellón, Francia, 1793) fue un militar español, gobernador interino de la provincia de Costa Rica de 1781 a 1785.

## Datos familiares
Fue hijo de José Olmedo y Flores Mejía, natural de Dos Barrios, Toledo, y de Rosa Sánchez Cabrero, natural de Aldeavieja, de la Tierra de Segovia (hoy, provincia de Ávila). Casó en 1782 por poder con Rosalía Alcalá y Guerra, bautizada en Ferrol el 29 de enero de 1756 e hija de Juan Alcalá Martínez y Rosalía Guerra y Montanara, naturales de Valencia.
Sirvió en el ejército español y alcanzó el grado de teniente coronel.

## Gobernador interino de Costa Rica
La Real Audiencia de Guatemala lo nombró gobernador interino de Costa Rica el 2 de abril de 1781, por haber muerto el gobernador interino Juan Fernández de Bobadilla y Gradi y estar suspendido desde 1780 el gobernador titular José Perié y Barrios. Tomó posesión el 11 de abril de 1781.
A su llegada repartió granos por haber gran necesidad en la provincia. Contribuyó a la reedificación de la parroquia de Cartago y la construcción de la portada de la iglesia de San Nicolás. Construyó el puente sobre el río Grande de Tárcoles, con lo cual se evitó a los caminantes el penoso paso de los montes de Poás. 
Compuso y empedró las calles de Cartago. Se interesó por el lugar de aguas termales de Aguacaliente, donde hizo construir depósitos para el agua caliente, una pared de cantería para detener el río, un puente para pasar a las aguas termales y una galera de cedro cubierta de paja que servía de abrigo a los que iban a bañarse. 
Durante su gobierno se efectuó la visita pastoral del obispo Esteban Lorenzo de Tristán y Esmenola, con quien el gobernador tuvo graves conflictos.
El 31 de enero de 1785 entregó el mando al gobernador José Perié y Barrios, restablecido en su cargo por la Audiencia. 

## Vida posterior
Su juicio de residencia fue efectuado por don Luis Blanco de Sasido, corregidor de Nicoya.
En 1787 era sargento mayor del regimiento veterano del reino de Guatemala. Posteriormente volvió a Europa y murió en combate en el Rosellón, durante la guerra entre Francia y España.